# اعمال ناپاک به سبک ایتالیایی
اَعمال ناپاک به سبک ایتالیایی (ایتالیایی: Atti impuri all'italiana) یک فیلم کمدی سکسی سبک ایتالیایی به کارگردانی اُسکار براتسی است که در سال ۱۹۷۶ منتشر شد.

## گزیدهٔ بازیگران
- مائوریتسیو آرنا
- داگمار لاساندار
- ایزابلا بیاجینی
- استلا کارناچینا
- گیگو مازینو